# Яковенко Олександр Миколайович
Олекса́ндр Микола́йович Якове́нко (нар.25 серпня 1952 у м. Єнакієве) — український політик, Голова Ради Комуністичної партії робітників і селян (03.2001-02.2011, з 06.2012).

## Життєпис
Народився 25 жовтня 1952 (м. Єнакієве, Донец. обл.)
Костромський педагогічний інститут, історико-педагогічний факультет, викладач історії та суспільствознавства. Донецький державний університет, економіст.
Народний депутат України 3 скликання 03.1998-04.2002, виборчий округ № 50, Донец. обл. На час виборів: народний депутат України, чл. КПУ. Член Комітету з питань бюджету (з 07.1998), заступник голови Комітету з питань бюджету, 1-й заступник голови Контрольної комісії з питань приватизації (07.1998-02.2000); член фракції КПУ (05.1998-11.2000).
Народний депутат України 2 склик. з 04.1994 (2-й тур), Єнакієвський виб. окр. № 124, Донец. обл., висун. КПУ. Голова Комітету з питань молоді, спорту і туризму. Член фракції комуністів. На час виборів: завідувач відділу екології Єнакієвської міськради.
- 1969—1970 — електрик, Єнакієвський метал. з-д.
- 1970—1972 — служба в армії.
- 1972—1974 — електрик доменного цеху, Єнакієвський метал. з-д.
- 1974—1977 — піонервожатий, піонерський табір «Артек».
- 1977—1978 — секр. комсомольської орг., трест «Ялтакурортобуд».
- 1978—1979 — викладач суспільних дисциплін, СПТУ № 50 м. Єнакієва.
- 1979—1982 — зав. відділу, Єнакієвська філія Донец. обл. краєзнавчого музею.
- 1983—1985 — відповід. секр., Єнакієвська міська орг. т-ва «Знання».
- 1985—1990 — заст. голови виконкому, 1990 — заст. голови, Юнокомунарівська міськрада нар. деп.
- 1990—1993 — директор, мале с.-г. підприємство «Нуклеус».
- 1993—1994 — зав. відділу екології, Єнакіївська міськрада нар. деп.

Кандидат у Президенти України на виборах 2004 року. У 1-му турі 219191 голос (0.78 %), 7-е місце серед 24 претендентів.

## Родина
- Батько Микола Андрійович (1931) — робітник;
- Мати Любов Миколаївна (1927) — робітниця;
- Дружина Ольга Іванівна (1959);
- Син Денис (1979);
- Дочка Тетяна (1983).